# Trichotrimicra vanstraeleni
Trichotrimicra vanstraeleni är en tvåvingeart som först beskrevs av Alexander 1956.  Trichotrimicra vanstraeleni ingår i släktet Trichotrimicra och familjen småharkrankar. Inga underarter finns listade i Catalogue of Life.